# 国鉄C57形蒸気機関車180号機
C57 180は、東日本旅客鉄道（JR東日本）が動態保存する蒸気機関車 (SL) で、日本国有鉄道（国鉄）の前身である鉄道省が製造したC57形蒸気機関車の1両である。

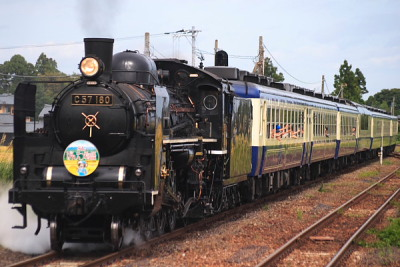
SLばんえつ物語号（現・SLばんえつ物語）のC57 180。（新関駅、2007年9月29日）

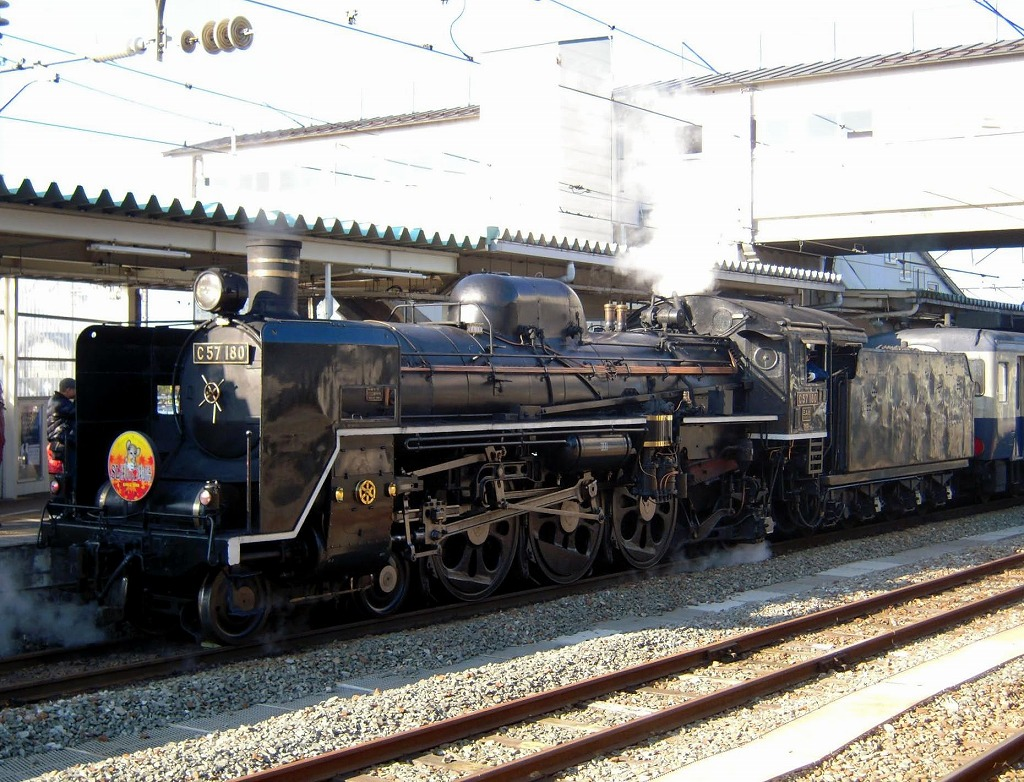
会津若松駅に到着したSLばんえつ物語のC57 180。2010年11月21日

1969年（昭和44年）9月4日の廃車後、新津市（現在は新潟市秋葉区）立新津第一小学校の校庭に保存されていたが、1999年（平成11年）にJR東日本によって復元され、磐越西線で「SLばんえつ物語号（のちのSLばんえつ物語）」として運転されている。現時点の復活した蒸気機関車牽引列車（SL列車）の中では最長距離（片道111キロ）を走行する。また、2012年までは月に1回程度、「SL磐梯会津路号 / SL郡山会津路号」として会津若松 - 郡山間を2日で1往復運行していた。

## 現役時代・保存
1946年（昭和21年）に、三菱重工業三原製作所にて製造（製造番号 513）。新製時には新潟機関区に配置され、1963年（昭和38年）に新津機関区に移り、1969年11月8日（9月4日の説もある）に廃車となった。
製造から一貫して新潟県内の機関区に配置され、北は羽越本線秋田、南は信越本線直江津、東は磐越西線会津若松までを行動範囲としていた。新潟機関区に新製配置直後は戦後混乱期の工作不良がたたってトラブルが続出していたが、1958年（昭和33年）のボイラー換装後は安定した性能を発揮し、急行「日本海」や「佐渡」などの長距離優等列車牽引に重用された。
なお、新津機関区所属時代の当機は、1972年（昭和47年）まで同区に所属し、同年に梅小路蒸気機関車館で現役のまま動態保存され、現在山口線で保存運転を行っているC57 1と、晩年（1966年から1969年）には、1988年（昭和63年）にJR東日本によって復元されたD51 498とともに所属していたことがある。
1969年（昭和44年）に無煙化の促進によって羽越本線での運用が大幅に削減され、磐越西線の旅客列車からの運用撤退によって新津機関区のC57形は大幅に減ることになった。全般検査後1年だった同機は転属候補とされていたが、鉄道の街・新津に蒸機を1両だけでも残したいとの声が新津機関区で上がり、それに新津市も賛同、保存機として同機が選ばれることとなった。新津機関区生え抜きの他機を差し置いて同機が選ばれた理由は、番号の語呂が良く、D51 180やC51 180も同区に長年在籍しており、180という数字に周囲の特別な思い入れがあったことや、癖や故障が比較的少ないためである。
同年9月30日に磐越西線での蒸機牽引による最終定期旅客列車を日出谷 - 新津間で牽引後、10月12日に新津市立新津第一小学校の校庭の校門側に静態保存された。保存に際し、新津駅の磐越西線の引き上げ線を延長した仮設線路をグラウンドから校庭にかけて敷設し保存場所まで自力で走行、運転室には当時の矢川芳夫校長（新津第一幼稚園園長兼任）、桂新津市長、赤津新津運輸区長らが搭乗しながら手を振り、市民や児童らの歓待を受け、同機自らによるくす玉割りや神事の後、惜別の長緩汽笛を何度も吹鳴した。現役期間中の最終総走行距離は1,691,096.3 kmであった。運行を行った機関士は「レールの下にバラストがなく、不安定で怖かった。カーブもきつく、人がたくさんいたから万が一を考えた。決められた位置に停止できたときは、本当に安心した」と述べている。この保存の様子は新潟市新津鉄道資料館に展示されている。また、同館にはC57 1に関する資料も展示されており、1961年（昭和36年）の羽越本線列車衝突事故の模様や1972年（昭和47年）のお召し列車牽引時の装飾品など、貴重な展示品もある。静態保存から2年後には屋根が掛けられた。また、登り階段も設置されて運転室に自由に立ち入りできた。しかし、後に鉄柵が設置されて自由には車内に立ち入れなくなった。新津機関区（現在の新津運輸区）職員やOB、新津市民らによる「新津市蒸気機関車保存協力会」や第一小学校児童の手により年に数回の頻度で手厚く整備清掃を受け、保存されていた。

## 動態復元と、その後の仕様変更など

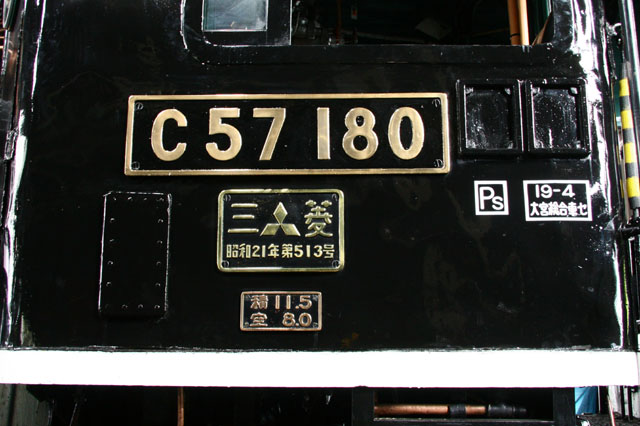
2007年4月に全般検査を終えたことを示す標記とATS-Ps型搭載の標記。2007年4月15日

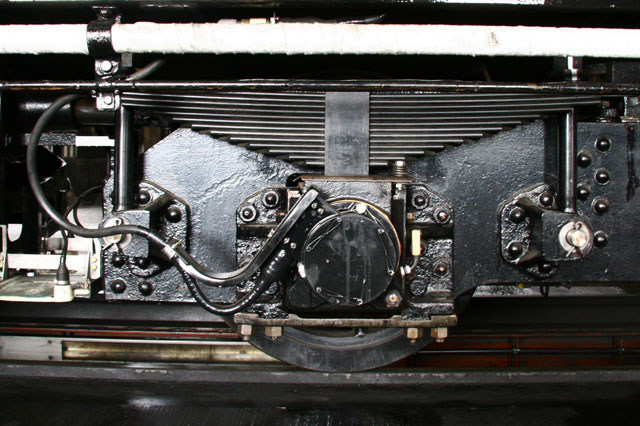
ATS-Ps型搭載に伴い装備された速度検出装置。2007年4月15日

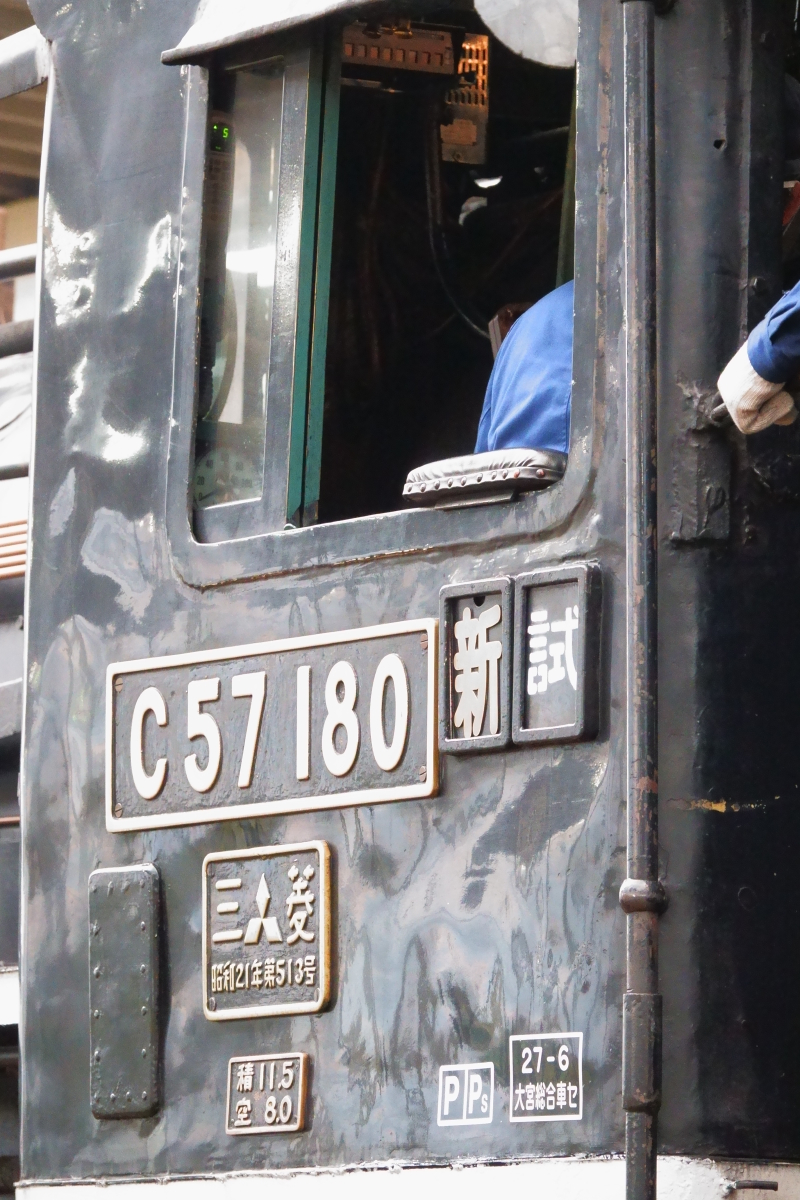
2020年より統合型保安装置を搭載。ATS-Pが追設され、表示機も統合分離型に更新。2020年6月30日

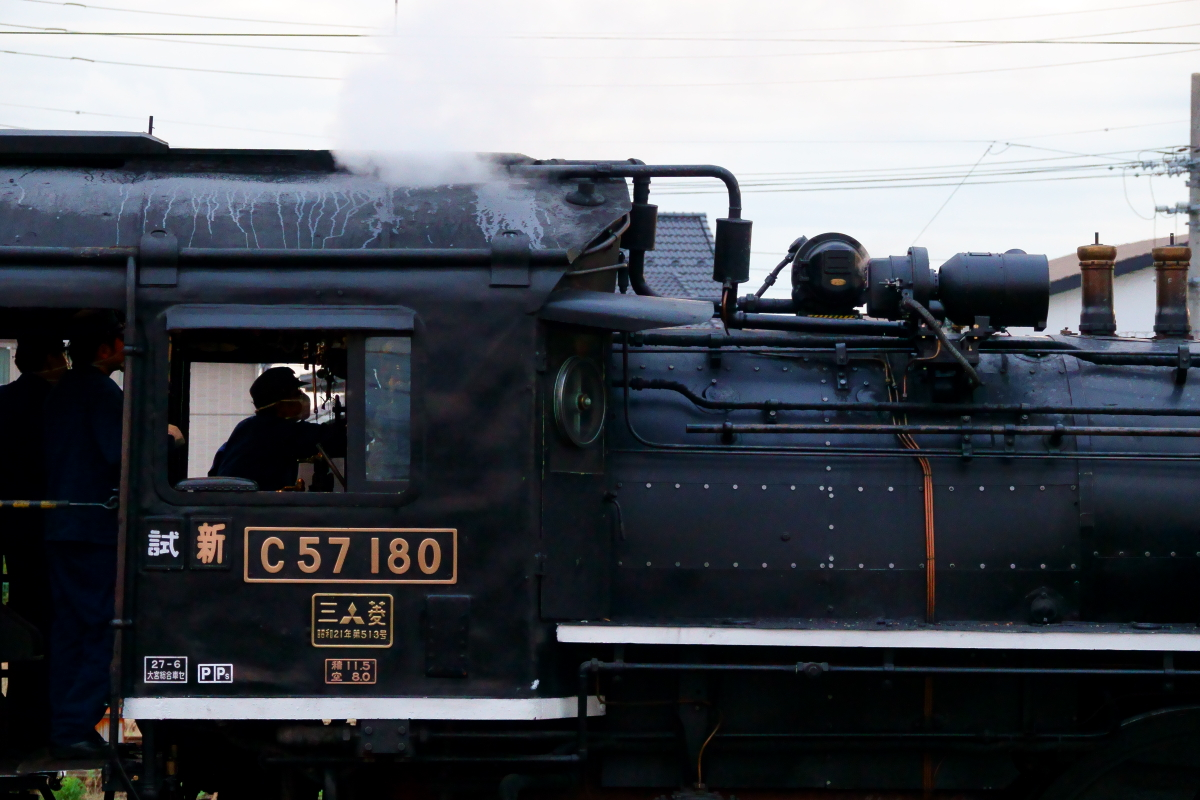
ATS-P投入により電力増強が必要となり、タービン発電機も更新。2020年6月30日

1990年（平成2年）4月、高崎支社のD51 498により「SLうるおいの新潟号」が運転された。その後1996年（平成8年）から1998年（平成10年）までの3年間、磐越西線新津 - 津川間にて同機やC58 363を使用した「SLえちご阿賀野号」が運転された。これを機に新津市ではC57 180を動態復元しようという機運が高まることとなり、1997年（平成9年）新津市において「C57 180を走らせる会」が結成された。復元に必要と見込まれた費用である2億円の半分を、市民らがオレンジカードを購入するなどして負担することとした。
復元作業は翌1998年3月に開始、JR東日本大宮工場や大阪府のサッパボイラでの作業も1年後に完了、1999年（平成11年）3月24日に30年ぶりに車籍が復活した。保存状態はよかった。復元形態は運転終了時の状態をベースに、前照灯は前後とも大型で光量の大きなLP403形、運転台屋根は東北・信越地区に多く見られた延長型、砂箱前方には大型手摺と、静態保存時の部品の整備や交換がなされた。ランボードには、新津機関区伝統の白線が入れられている。新たに搭載された重油タンクや列車無線アンテナは、上方から見ない限り分からないように配慮されている。また、全車軸には温度センサーが取り付けられ、運転中は客車乗務員室から管理を行っている。炭水車には第一小学校の児童から贈られた記念のプレートが掲げられている。
運転開始後もわずかながら形態は検査の度に変化し、2003年（平成15年）1月から3月にかけて実施された中間検査B（重要部検査）では、煙突飾帯の撤去、非公式側（助士席側）ランボード上に搭載されていた罐水清浄装置（清罐剤送入装置）の撤去、先輪の一体圧延型車輪への交換などが施工されている。2006年（平成18年）10月22日で定期運転を一時的に終了し、2006年（平成18年）11月から2007年（平成19年）4月にかけて、復活後初めての全般検査が大宮総合車両センターで実施された。復活運転からの累計走行キロ数は17万8949キロメートルに達した。大きな形態の変化はないが、ATS-SN形に換わってATS-Ps形を搭載した関係で、炭水車前台車に速度検出装置を装備している。2011年（平成23年）の中間検査Bにおいても変更があり、津川駅などでの整炭作業の効率改善を図る目的で炭水車の非公式側にも梯子を追加施工した。運転台窓の旋回窓の枠がこの検査の直前に復活出場したC61 20と同様、太枠の汎用型旋廻窓に振り替えられている。また、運転室内の速度計も先述のATS-Ps形の速度検知に正式対応させるべく、これもC61 20同様に機械式速度計から電気式速度計へと載せ換えられている。なお、交換で不用となった機械式速度計は、2013年の運転からばんえつ物語の客車で新しく誕生したグリーン車の展望室内のショーケースにて、他の交換部品とともに展示されている。2013年（平成25年）の早春には、炭水車の改良工事が行われ、軸熱温度管理センサーのジャンパ栓受けの取り付け位置が、それまでのナンバープレート真下からD51 498などと同様の位置に改造され、これにより専用客車以外からの軸熱管理ジャンパ接続を可能とし、ナンバープレート真下部のジャンパ栓受け台座が撤去された。同時に、給水管を左右両対応に改造している。また、2016年（平成28年）夏ごろより、信越本線の新潟 - 長岡間にてデジタル無線へのシステムに切替・使用開始されたのに伴い、同年夏ごろにそれまでのCタイプ無線装置からデジタル無線装置へ取り換えられている（運行区間内の新潟 - 新津間で同無線システムに切り替える必要が発生するため）。これらの改造が度々行われてきていた当機であるが、D51 498やC61 20と違い「SLばんえつ物語」の専用機関車という立場から、関東地区を走行する際に必要とされるATS-P形の導入が行われず、関東地区での当機が先頭に立っての本線自走運転は、鉄道に関する技術上の基準を定める省令に違反する恐れがあるため、不可能の状態にあった。そのため、多量の電力供給を必要としないため、タービン発電機およびATS発電機は現役時代からのものを流用しており、東日本所有機では唯一の持ち味を見せていた。ところが、高架化される新潟駅構内やイベント運行で走行する羽越本線の村上～あつみ温泉での拠点式ATS-P形の整備計画が出ると、当機での運行が不可能になる恐れがあることが判明する。そのため、2020年に当機にもようやくATS-P形が導入された。この際、保安装置は「統合型保安装置」と呼ばれるものを搭載することとなり、ATS-P形とATS-Ps形両方の装置が融合したものを搭載した。これにより炭水車後部に同装置用の電源機器が追加され、現役時代からのタービン発電機とATS発電機も共に大型の新製品に交換された。比較的装飾の多い本機であったが、2023年の全般検査明けは、砲金の磨き出しや白線のない真っ黒の姿で出場した。その後仕様は試運転まで継続され、本年の営業運転は一部磨き出しと白線を入れた状態で運行された。だかその後2024年にSLばんえつ物語運行25周年の一環として、砲金の磨き出しを無くした(白線はそのまま)新津機関区仕様で運行開始した(但しSL村上ひな街道は昨年度の仕様)。2025年現在は、2023年の営業時の仕様となっている。
晩秋から早春にかけてスノープラウが装備されるが、これは復元後に新製されたものである。基本的には12月のクリスマス運転での装着が主流だが、運転時期や降雪の可能性、装着および取り外しによる作業性などによっては装着期間が長引く場合もある（近年では、クリスマス運転から翌シーズンのゴールデンウィーク明けまでの装着が慣例となりつつある）。しかし2011年9月、門鉄デフを装備して走行する際に起きる空気抵抗の変化による勾配区間上での空転多発の恐れがあることから、この時には門鉄デフ装着と同時に、夏季としては復活後初めてスノープラウをウェイト代わりとして装着することになり、このため2011年度の門鉄デフ装着時のスタイルは2008年クリスマス運転時と同じ姿での登場となっている。スノープラウは以後2012年6月10日まで継続して装着し、こちらもその時期までにスノープラウ装着を継続したのも復活後初の出来事となった。更に2013年3月には積雪期にもかかわらずスノープラウを取り外した状態で運転されるなど、ここ数年は慣例によらない装備パターンを見せている。そして2020年からは、新たに導入された保安装置に対応するため、JR東日本の他機（C58 239・C61 20・D51 498）と同様にスノープラウの装備常設化となり、夏季においても常にスノープラウを装着した状態が維持されていくことになった。
当機の汽笛の音調は復活してからほとんど変更されておらず、特に汽笛後部側の音色は「貴婦人」らしさを強調するため高音域に設定されていた。しかし、復活から15年を迎える2014年（平成26年）に、客車のリニューアルおよび「SL村上ひな街道号」での旧型客車牽引を機に、レトロ調を意識して音域を低くし、音自体も前後共通とされた。2015年（平成27年）の全般検査出場以降は、その音響を柔軟にし、C58 239などと似た音色に調整された。なお、これらは汽笛の気筒本体の向きを変えて調整しているだけであり、本体の交換はなされてはいない。

## 動態復元後の故障や不具合の発生
現役時代、故障の少なかった同機であったが、2003年11月ごろより次第に不具合が目立ち始めた。定期運転を終えた12月の検査で、一部の煙管に亀裂が入っていたことが判明し、やむを得ずこの年の「SL X'masトレイン2003年号」の牽引はD51 498で代行された。煙管に亀裂が発生したのは重油併燃装置のバーナー取付位置の不具合が原因で、2004年（平成16年）の定期運転開始後は同装置の使用を控えることや、汽笛吹鳴を必要最低限かつ吹鳴力を弱めるなど予防策をとられた。同年の定期運転終了後の検査で異常が確認されなかったことにより、「SL X'masトレイン2004年号」には同機が充当され、同時に同装置の使用や汽笛吹鳴における制限が解除された。定期運転中、同機の不具合で運休となったのは担バネ折損による逆転器作動不能による上り列車の運転取り止めがある。2005年（平成17年）の定期運転最終運転日の前日にも動輪軸受の異常発熱により、同じく上り列車の運転取り止めがあった。これらの運転中の不具合は会津若松運輸区で修繕後に夜間、単機で新津駅へ回送されている。その後も微細な故障は見受けられたが営業運行に支障を及ぼす事態は少なかったが、2013年（平成25年）に入って営業運行に支障の出る故障が頻発することになる。その内の前半期は蒸気漏れによるものだが、10月13日の「SLばんえつ物語」復路牽引中からシリンダーの不具合による排気不良が発生。同日夜に緊急点検を行ったが、異常なしと判断され、翌10月14日に運転を続行したものの新潟駅出発時より異常な排気音が確認され、その後も野沢駅などで臨時点検を実施、会津若松駅には20分遅れでの到着だった。会津若松運輸区での点検でようやく原因が判明し、当機はその場で火を落とされて運転を打ち切った。同列車は同日復路よりDE10形による臨時快速に切り替え、その後10月いっぱいはDL牽引の臨時快速列車として運行されている。この年の当機の故障による度重なるSLからDLへの牽引機変更は復活後初めての出来事であり、のちの当機の存続や故障時の牽引機の在り方などが話題となった。翌2014年（平成26年）も不具合が度重なり、DL牽引の臨時快速列車が運行される日が引き続き発生した。
2014年（平成26年）10月より、復活後2回目となる全般検査施工のため、「SLばんえつ物語」は同9月28日で2014年度の定期運行を終了した。3日後、新津から大宮総合車両センターへ回送され、全般検査を施工。上記のとおり、2013年度より多数の故障や不具合により運行に難が生じてきている当機の整備状態が非常に悪化していたため、予定以上に大幅な修繕整備を行う必要が発生し、2015年度の運転開始は夏季の7月18日からとなった。上記で発生していた重要部品の不具合はほぼ改善されたが、引き換えに周辺機器の不具合による運休や運転打ち切りが数日程度発生した（ATS発電機や逆転機など）。その後、2018年（平成30年）7月には、炭水車の一部車輪の車軸留め具に脱落の危険性を伴う不具合が発生した。この不具合に至った経緯が特定できなかったため、止むを得ず安全のため炭水車の全車輪を一体圧延型車輪に新規交換した。その新規交換と同年秋から予定されていた中間検査B施工の時期を勘案し、同年の運行は不具合発覚直前の7月8日を最後に終了宣言が下された。その後は臨時快速列車を経て、同8月18日よりDE10形牽引による「DLばんえつ物語」等が翌年2019年（令和元年）7月15日まで隔日で運行されるに至った。そして、1年余りの空白を経て2019年（令和元年）7月27日、運行開始20周年の記念イベントと共に運用復帰した。

## 門鉄デフの装備化

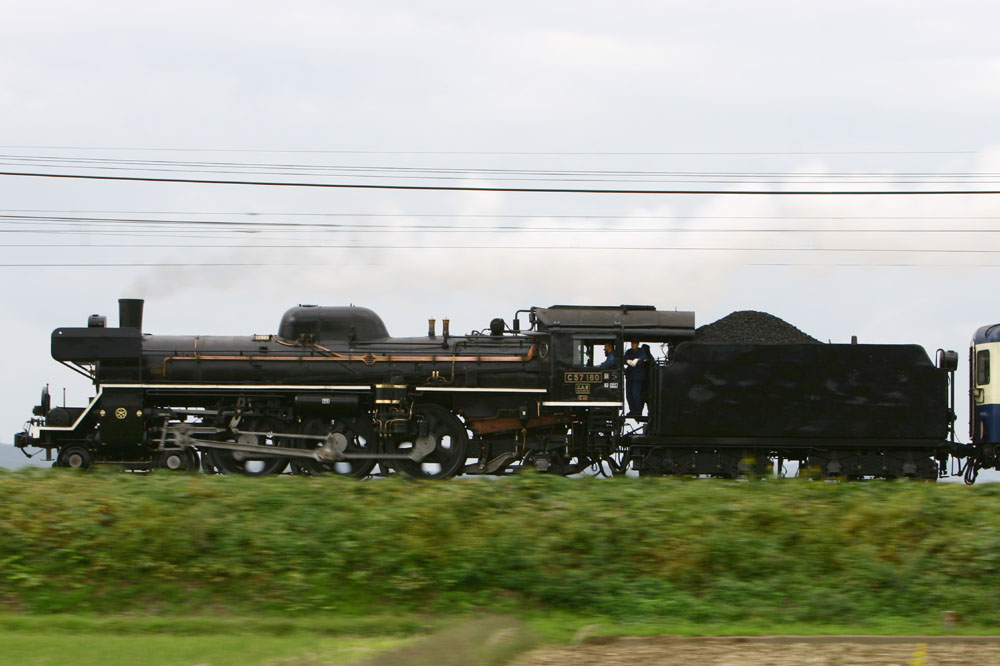
門デフを装備したC57 180。2007年10月20日

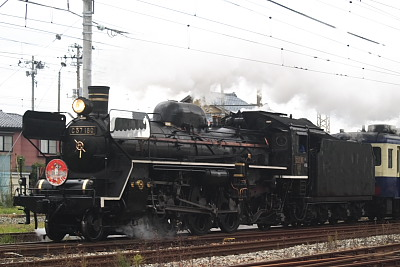
門デフに「波とかもめ」が描かれたC57 180。2008年11月9日

上述のとおり細かい形態の変化は見られたものの、現役時代末期と殆ど変わらない姿で走り続けてきた当機であったが、JR発足20周年を記念した「鉄道の日」イベントの一環として、2007年10月13日から28日の期間限定でデフレクター（除煙板）を通常型から門司鉄道管理局内で多く見られた「門鉄デフ」に交換して運転された。同じ3次形のC57 175が末期まで門鉄デフを装備して運用されており、同機と同じ形態のK7型デフレクターを新製・装備したため、当機の門鉄デフ装備の姿は、そのC57 175を彷彿させる姿となった。また、蒸気ドーム前方の大型手摺も門鉄デフ装備と合わせて九州用の小型手摺に交換されている。
その後も複数回に渡り門鉄デフの装着が行われている。変遷は以下のとおりである。
- 2008年（平成20年）4月5日 - 5月11日
  - 4月はヘッドマークの装着も行わないすっきりとしたスタイルで登場。
- 2008年11月2・3日
- 2008年11月8 - 30日
  - 「かもめ専用機」仕様へのイメージチェンジ。この仕様は、九州で活躍していたC57 11が「かもめ」牽引指定機として門鉄デフに波とカモメをあしらったデザインを用いていた事から、新潟支社が急遽企画している。これ以降、煙突に設置した二本の飾帯は装着を2022年まで継続した。
- 2008年12月20日 - 2009年（平成21年）3月21日
  - スノープラウ追加装備により、門鉄デフとの組み合わせは初めてとなる。
  - 後述の「SL春さきどり号」においてもこのスタイルで登場した。
- 2009年10月10日 - 11月29日
  - 新潟DC開催に合わせての装備。
- 2011年（平成23年）9月17日 - 10月9日
  - デフレクター変更による空気抵抗の変化に伴う空転多発防止のため、スノープラウをウェイト代わりとして同時装着。
- 2012年（平成24年）11月18日 - 2013年（平成25年）3月19日
  - ただし、蒸気ドーム前方の大型手摺は交換されていない。
  - 2013年3月の試運転時はスノープラウを取り外しており、上述の2009年以来のスタイルになった。
- 2013年（平成25年）11月2日 - 2014年（平成26年）9月28日
  - 11月は蒸気ドーム前方の手摺交換なし、12月のクリスマストレインからは小型手摺に変更しスノープラウを取り付け、2014年（平成26年）4月29日に取り外した後、同年度の定期運行全日程まで装着を継続した。
  - この時の装着期間は11か月間と過去最長記録となった。
- 2020年（令和2年）11月7日 - 12月6日
  - スノープラウは常設対応となっており、形態上は2008年冬から2009年春までの姿に準じている。

### 運行履歴

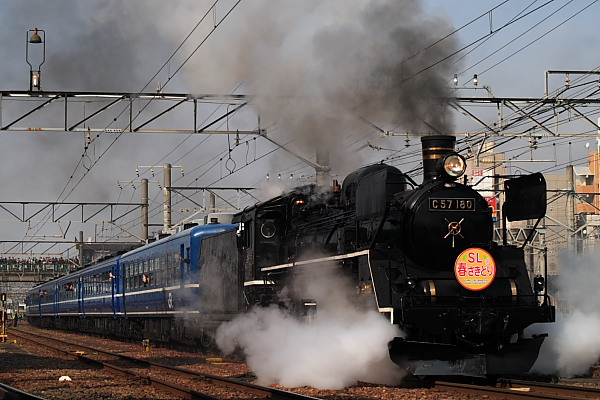
D51の代走で「SL春さきどり号」として千葉を走ったC57 180。2009年2月15日

「SLばんえつ物語」を筆頭に、JR東日本新潟支社管内にて様々な臨時列車の牽引機として運行されている。客車を含めた編成は、すべて「SLばんえつ物語」と同じスタイルでの運転となっているが、オリジナルヘッドマークを取り付けての運転がほとんどである。
- 2001年（平成13年）
  - 1月1日：磐越西線（津川 → 新津間）「SLカウントダウン21世紀号」
- 2002年（平成14年）
  - 9月29日：信越本線（新津 - 長岡間）「SLえちご街道号」[8]

当機復活以降、磐越西線以外における新潟支社管内でのSL列車運行はこれが初。
- 2003年（平成15年）
  - 10月13日：信越本線（長岡 - 直江津間）「SLえちご日本海号」

その後、2005年より隔年運転される（下記参照）。
- 2003年（平成15年）・2004年（平成16年）7月6日：白新線・羽越本線（新潟 - 村上間）「SL村上大祭号」
- 2004年（平成16年）
  - 9月25・26日：羽越本線（村上 - 酒田間）「SL出羽街道号」[9]

その後、2009年より「SLうまさぎっしり庄内号」として連年運転される（下記参照）。
- 2005年（平成17年）
  - 10月10日：信越本線（長岡 - 直江津間）「SLえちご日本海号」
- 2005年（平成17年）以降の毎年
  - 3月下旬ごろ：白新線・羽越本線（新潟 - 村上間）「SL村上ひな街道号」

2008年（平成20年）からは新潟駅 → 村上駅 → 新津駅の経路で運転。
ただし2007年（平成19年）と2011年（平成23年）と2019年（平成31年）と2020年（令和2年）は除く。
2014年（平成26年）は客車のリニューアル工事に伴い、旧型客車を牽引し、復活以来初めて蒸気暖房装置が稼動している。
2018年（平成30年）からは、新潟駅高架駅化により往復新津駅発着・羽越本線のみでの運行となった。
- 2006年（平成18年）
  - 10月14・15日：信越本線（長岡 - 新井間）「SL信越線120周年号」
- 2007年（平成19年）
  - 10月20・21日：信越本線（長岡 - 直江津・新井間）「SLえちご日本海号」

この年の新装備の「門鉄デフ」で登場。同列車が門鉄デフでの初めての他線区運転。
- 2009年（平成21年）
  - 10月3・4日：羽越本線（村上 - 酒田間）「SLうまさぎっしり庄内号」
  - 10月10日：磐越西線（会津若松 → 新津間）「SLにいつ鉄道まつり号」

にいつ鉄道まつり開催に伴ってのSLばんえつ物語臨時運転で、ヘッドマークの取り付けは行われていないが、本項に記載する。
- - 11月14・15日：信越本線（長岡 - 直江津・新井間）「SL信越線秋の収穫祭号」
- 2010年（平成22年）
  - 9月：白新線・羽越本線（新潟 → 村上 → 新津間）「SL村上屏風まつり号」
  - 10月2・3日：羽越本線（村上 - 酒田間）「SLうまさぎっしり庄内号」
  - 10月10日：磐越西線（会津若松 → 新津間）「SL新津馬下100年号」

馬下 - 新津の開通100周年およびにいつ鉄道まつり開催に伴ってのSLばんえつ物語臨時運転だが、本項に記載する。
  - 10月23・24日：信越本線（長岡 - 高田・新井間）「SL越後謙信SAKE祭号」
- 2011年（平成23年）
  - 6月18・19日：羽越本線（村上 - 酒田間）「SLうまさぎっしり庄内号」
  - 8月13・14・20・21・27・28日：信越本線・磐越西線（新潟 → 馬下間）「SL夏休み体験号」
  - 9月3・4・10・11日：信越本線・磐越西線（新潟 → 馬下間）「SL初秋体験号」
  - 10月8・9日：信越本線・磐越西線（新潟 → 馬下間）「SL秋風体験号」

上記の各「SL○○体験号」は、7月28・29日にかけて発生した2011年新潟・福島豪雨により、磐越西線の馬下 - 津川間が長期不通となり、7月30日から10月10日にかけてのSLばんえつ物語号運転取り止め発表後、代替として設定された列車で、全車自由席で運転。復路の馬下 → 新津間はDE10が牽引。客車編成も2・3号車が欠車し2両目に展望車が連結される変則編成で運転。夏休み期間の乗車率が好評を得ていたため、夏休み以降も列車名を変えて追加運転を実施。SLばんえつ物語臨時運転だが、本項に記載する。
  - 9月17・18日：白新線・羽越本線（新潟 → 村上 → 新津間）「SL村上屏風まつり号」

上述のとおり、SLばんえつ物語号が運行できない期間中、両日ともに村上市にて開催された「村上町屋の屏風まつり」に合わせて急遽企画。
ヘッドマークの取り付けは行われなかった。門鉄デフおよびスノープラウ装備。
  - 9月24・25日：白新線・羽越本線（新潟 → 新発田 → 新津間）「SLご当地グルメ号」

上述のとおり、SLばんえつ物語号が運行できない期間中、両日ともに月岡温泉にて開催された「国際ご当地グルメグランプリ」に合わせて急遽企画。月岡駅での客扱いが行われた。
新発田 → 新津間はDE10形が牽引。ヘッドマークの取り付けは行われなかった。門鉄デフおよびスノープラウ装備。
  - 10月1・2日：信越本線（長岡 - 直江津・新井間）「SL信越線開業125周年号」

門鉄デフおよびスノープラウ装備。なお、スノープラウを装備した状態での当該路線運行はこれが初めてとなる。
  - 10月15・16日：磐越西線（新潟 - 会津若松間）「SL鉄道の日記念号」

馬下 - 津川の復旧完了に伴う磐越西線全線運転再開を記念してのSLばんえつ物語臨時運転だが、本項に記載する。両日とも全車自由席で運行。
- 2012年（平成24年）
  - 6月23・24日：羽越本線（村上 - 酒田間）「SLうまさぎっしり庄内号」
  - 9月2日：羽越本線（新津 - 新発田間）「SL・DL羽越本線開業100周年号」

新津 - 新発田間は1912年（大正元年）9月2日に開業し、それに合わせた記念列車。1往復目往路・2往復目復路は当機が牽引。ヘッドマークの取り付けは行われなかった。
- 2013年（平成25年）
  - 6月29・30日：羽越本線（村上 - 酒田間）「SLうまさぎっしり庄内号」
  - 10月5・6日：信越本線（長岡 - 直江津・新井間）「SLなおえつ鉄道まつり号」

2015年（平成27年）3月の信越本線（長野 - 直江津間）の第三セクター化及び直江津運輸区の廃止により、同列車が長岡以南においての最後のSL列車乗り入れ運転となった。
- 2014年（平成26年）
  - 6月28・29日：羽越本線（村上 - 酒田間）「SL山形DC架け橋号」

門鉄デフ装備。なお、門鉄デフを装備した状態での当該路線運行はこれが初めてとなる。
- 2015年（平成27年）
  - 9月12日：羽越本線（村上 → 酒田間）「SL山形日和ファイナル号」
  - 9月13日：羽越本線（酒田 → 村上間）「SL笹川流れ秋風号」
- 2017年（平成29年）
  - 9月23・24日：羽越本線（村上 - 酒田間）「SL日本海庄内号」
    - この年の試運転は天候不順による運休を考慮して2往復行われ、1往復目が9月13・14日[注 16]に、2往復目が直前の9月20・21日にそれぞれ実施された。
- 2019年（令和元年）
  - 11月2・3日：羽越本線（村上 - 酒田間）「SL日本海美食旅（ガストロノミー）号」
    - 試運転（10月29・30日）では「SLばんえつ物語」20周年記念バージョンのヘッドマークを装着した状態で実施された。

支社管内以外での出張は以下のとおり。
- 1999年（平成11年）12月11・12・18・19日：陸羽東線（小牛田 - 新庄間）「SL奥の細道ゆけむり号」
- 2000年（平成12年）3月・2002年7月：品川駅展示
- 2005年（平成17年）
  - 1月2・3・4日 上越線（高崎 - 水上間）「EL&SL重連奥利根号／重連SL奥利根号」

D51 498との初の重連運転。運転1日目往復および3日目往路はD51 498の次位連結、2日目往復および3日目復路は先頭に連結。
本来は2004年（平成16年）1月2・3・4日に運行予定だったが、先述の煙管亀裂により中止・延期とされていた。
- 2005年（平成17年）
  - 9月24日：磐越西線（郡山 - 会津若松・七日町間）「SLレトロ会津あかべぇ号」

復活後初の旧型客車牽引
- 2009年（平成21年）
  - 2月13 - 15日 京葉線・内房線（千葉みなと - 木更津間）「SL春さきどり号」

D51 498牽引が予定だったが空焚き事故に伴う故障のためC57 180で代走。木更津 - 千葉みなと間はDE10形牽引の最後尾ぶら下がり運転
- 2011年（平成23年）
  - 7月2日 上越線（高崎 - 水上間）「SLググっとぐんまみなかみ号」

同年に新しく復活したC61 20との初の重連運転で、客車も展望車を除く「SLばんえつ物語」の12系客車を使用。保安設備の制限事項に満たなかったため往復ともにC61 20の次位に連結。高崎駅でD51 498が牽引する「SLググっとぐんま碓氷号」と同時発車・並走運転が行われた。
  - 7月3日 上越線（高崎 - 水上間）「SL重連みなかみ物語号」

D51 498との重連運転で、客車も展望車を除く「SLばんえつ物語」の12系客車を使用。保安設備の制限事項に満たなかったため往復ともにD51 498の次位に連結。

支社管内以外での貸し出し運転では、旧型客車牽引やD51 498・C61 20などとの重連運転などに充当されている。特に同一イベントでのD51 498との併用例が多く、2000年7月には会津若松駅の配線を活かした同時発車・並走、翌月には津川駅において両機牽引による列車の交換を行っている。会津若松駅での同時発車・併走は毎年恒例のイベントとして年1・2回程度実施されていたが、2007年以降はこのイベントは行われていないが、2011年7月に同様の配線構造を持つ高崎駅でD51 498やC61 20との同時発車・並走が行われている。また、2009年2月には、本来D51 498によって運転予定であった「SL春さきどり号」であったが、D51 498が2008年12月の「SL湯けむり号」運転を前にした火入れの際、缶水不足で火室を溶損して走行不能となったため、同機による代走運転となり、多くのC57形が活躍していた千葉県内で37年ぶりに同形の走行を見ることができた。
なお、新津駅2・4番線の列車接近警報や「FMにいつ」の時報、品川駅限定の東海道本線用発車メロディーには、同機の汽笛が使用されている。また、光村図書出版刊の中学2年生国語教科書には、同機の保存から動態復元までを取材したノンフィクション「物語が走る」が掲載されている。